# Carl Gustaf Prytz
Carl Gustaf Prytz, född 25 februari 1819 i Göteborgs domkyrkoförsamling, Göteborg död där 12 april 1907, var en svensk grosshandlare och konsul.

## Biografi
Prytz var holländsk konsul 1857–76, ledamot av borgerskapets äldste 1859–62, av stadsfullmäktige 1862–90 och ledamot av direktionen för Nya teatern 1859–71. Han var ledamot av styrelsen för Göteborgs Enskilda Bank 1862–92, av gatu- och vägförvaltningen 1863–90, ordförande från 1873, och vice ordförande i Göteborgs sparbank 1876. Han utgav 1894 (II:a och utökade upplagan 1898) Kronologiska Anteckningar rörande Göteborg.